# Bjurstamntjärnen
Bjurstamntjärnen är en sjö i Bräcke kommun i Jämtland som ingår i Ljungans huvudavrinningsområde.